# Lithobius trinacrius
Lithobius trinacrius är en mångfotingart som beskrevs av Karl Wilhelm Verhoeff 1925. Lithobius trinacrius ingår i släktet Lithobius och familjen stenkrypare. Inga underarter finns listade i Catalogue of Life.